# Oriola KD
Oriola KD — финский фармацевтический распространитель.

## Собственники и руководство
Крупнейшие акционеры — Varma Mutual Pension Insurance Company (4,62 % голосующих акций), Mutual Insurance Company Eläke-Fennia (4,18 %), Ilmarinen Mutual Pension Insurance Company (4,11 %).

## История
Oriola Corporation, основанная в 2006 году в результате разделения Orion Group, имеет более чем столетнюю историю, уходящую корнями к шведской компании Kronans Droghandel (1907) и финской Oriola Oy (1948). С 2000-х годов компания расширила свою деятельность, включив в нее фармацевтические экспертные услуги и дозирование лекарств. В октябре 2022 года аптечный бизнес Oriola в Швеции прекратил свое существование после слияния аптечной сети Kronans Apotek с Euroapotheca.

### Начало 20 века
Оптовая торговля лекарствами в Швеции началась в 1907 году с основания компании Kronans Droghandel AB на базе аптеки Apoteket Kronan в Гётеборге. Однако история самой аптеки Apoteket Kronan насчитывает столетия: она была основана в 1650 году с разрешения короля Карла X.  После того, как владелец аптеки Apoteket Strutsen был привлечен к бальзамированию знаменитого короля Карла XII в 1718 году, аптеке в качестве королевской привилегии было разрешено сменить название на Apoteket Kronan (дословно: «Аптека Корона»).

### 1950е-1970е
Kronans Droghandel была фармацевтической оптовой компанией, которой владела и управляла семья аптекарей Бернстрём. В 1959 году несколько фармацевтических компаний учредили совместное предприятие и приобрели Kronans Droghandel.
Финская компания Oriola Oy была основана в 1948 году и ей было поручено импортировать и распространять лекарственные препараты и санитарно-гигиенические товары для послевоенного восстановления Финляндии. Особый акцент делался на продуктах и специализированных товарах, которые считались необходимыми для развития здравоохранения в стране. Первым лекарством, импортированным и распространенным Oriola, был инсулин производства Novo Therapeutic Laboratorio. В 1951 году Oriola начала оптовую торговлю лекарственными препаратами и фармацевтическим сырьем для фармацевтической промышленности.
В 1960 году в Финляндии были отменены таможенные пошлины на фармацевтическую продукцию, и число зарубежных фармацевтических компаний, являющихся клиентами Oriola, увеличилось. По мере роста бизнеса помещения компании в районе Валлила в Хельсинки стали слишком тесными, и в 1968 году Oriola переехала в новое здание в Манккаа, Эспоо. Переезд также способствовал развитию эффективной логистики для еще лучшего удовлетворения потребностей клиентов, особенно после того, как в 1971 году международные клиенты перешли на единый оптовый канал в Финляндии. В начале 1970-х годов компания расширила ассортимент услуг, включив в него поставки медицинских и лабораторных товаров.
В 1971 году аптеки Швеции были национализированы, и фармацевтический рынок стал монополией. Компания Kronans Droghandel AB продолжила поставлять лекарственные препараты в аптеки.

### 1980-е
В 1980-х годах Oriola воспользовалась возможностями растущего рынка натуральных продуктов. Приобретение компании Reformi Keskus укрепило оптовое сотрудничество с розничными продавцами натуральных продуктов и продуктовых магазинов. PanSuola, уникальная минеральная соль, которая до сих пор является одним из самых успешных продуктов собственной линейки Oriola, появилась именно в эту эпоху.
В 1990-х годах, благодаря работе с международными клиентами и наличию дочерних компаний, Oriola стала международной организацией, предлагающей экспертные услуги в сфере здравоохранения. Oriola начала оптовую торговлю фармацевтической продукцией в Эстонии в 1990 году, став первым финским фармацевтическим оптовиком в странах Балтии. Деятельность в Литве началась в 1994 году, а в Латвии — в 1995 году.
В Швеции Oriola стала значимым игроком в 2003 году после приобретения и слияния со второй по величине в стране фармацевтической оптовой компанией Kronans Droghandel AB. В 2006 году Oriola отделилась от Orion и вышла на фондовую биржу. До 2017 года компания была известна как Oriola-KD.
В период с 2008 по 2014 год Oriola осуществляла деятельность на российском фармацевтическом рынке, занимаясь оптовой и розничной торговлей. С 2007 по 2010 год компания продала свои стоматологические и медицинские торговые подразделения. В 2017 году предприятия в странах Балтии были проданы действующему руководству этих компаний. После этого Oriola сосредоточилась на развитии услуг на своих основных рынках в Финляндии и Швеции.
Изменения на фармацевтическом рынке Швеции в 2010 году позволили Oriola открыть собственный аптечный бизнес.  Сеть аптек Kronans Apotek была основана после приобретения аптек Medstop в 2013 году. Для поддержки своих аптечных услуг и безопасности фармакотерапии Oriola начала предоставлять услуги дозированного отпуска лекарств в Швеции в 2015 году, а годом позже – в Финляндии,  путём приобретения соответствующих компаний. После двух новых приобретений в 2016 и 2017 годах компания расширила свою деятельность, включив в неё экспертные фармацевтические услуги в Финляндии и Швеции, а также услуги по предоставлению персонала аптекам в Финляндии.